# Raión de Veliky Burluk
Veliky Burluk (en ucraniano: Великобурлуцький район) es un raión o distrito de Ucrania en el óblast de Járkov. 
Comprende una superficie de 1221 km².
La capital es la ciudad de Veliky Burluk.

## Demografía
Según estimación 2010 contaba con una población total de 24277 habitantes.

## Otros datos
El código KOATUU es 6321400000. El código postal 62600 y el prefijo telefónico +380 5752.